# Patrick Czaplinski
 (décembre 2024).
Patrick Czaplinski, né le 28 septembre 1957 à Paris, est un metteur en scène et réalisateur français.  

## Biographie
Il explore depuis ses 18 ans tous les aspects des arts de la scène et de l'audiovisuel. Metteur en scène de théâtre dès ses 19 ans, il met en scène une vingtaine de pièces principalement issues du répertoire surréaliste. Il se tourne dès 1983 vers l'audiovisuel. Après avoir réalisé quelques courts métrages de cinéma, il se spécialise dans le film corporate et la publicité. Il réalise plus de 150 films dont de nombreux sont récompensés dans des festivals.[réf. souhaitée]
À partir de 1990, il se spécialise dans la conception et la réalisation de shows événementiels. Ce domaine d'activité lui permet de conjuguer à loisir ses deux passions que sont les arts de la scène et l'image. Parallèlement, il se perfectionne dans la réalisation d'émissions de télévision multicaméras. Il alterne, pour les télévisions belge et française, les réalisations de journaux télévisés, de talk-shows et de divertissement. À partir de 2000, il retrouve ses premières amours en se remettant à la mise en scène de théâtre - où il conjugue toujours scène et audiovisuel - et se spécialise dans les recréations de spectacles de théâtre, danse et opéra pour la télévision.[réf. souhaitée]
Il travaille actuellement sur plusieurs projets personnels pour la télévision et le cinéma.[réf. souhaitée]

## Filmographie

### Cinéma
- 1986 : Ce jour-là, la mort frappa deux fois...
- 1991 : Conte caustique
- 1995 : Souris-moi
- 1997 : La Piaule

### Films de théâtre
- 2002 : Une nuit arabe de Roland Schimmelpfennig, mise en scène de Frédéric Bélier-Garcia, théâtre du Rond-Point
- 2004 : Musée haut, musée bas de Jean-Michel Ribes, mise en scène de Jean-Michel Ribes, théâtre du Rond-Point
- 2004 : Le Fait d'habiter Bagnolet de Vincent Delerm, mise en scène de Sophie Lecarpentier, théâtre du Rond-Point
- 2004 : Gagarin Way de Gregory Burke, mise en scène de Bertrand Bossard, théâtre du Rond-Point
- 2004 : Le Jardin aux betteraves de Roland Dubillard, mise en scène de Jean-Michel Ribes, théâtre du Rond-Point
- 2005 : Tout Buffo, spectacle d'Howard Buten, mise en scène de Howard Buten, théâtre du Rond-Point
- 2005 : La Symphonie du hanneton, spectacle de James Thierrée, mise en scène de James Thierrée, théâtre du Rond-Point
- 2005 : La bancale se balance de Louise Doutreligne, mise en scène d'Antonio Arena, théâtre du Rond-Point
- 2005 : Rwanda 94 de Marie-France Collard, Jacques Delcuvellerie, Dorcy Ingeli Rugamba, Kalisa Rugano, mise en scène de Jacques Delcuvellerie, théâtre de la Place (Liège)
- 2005 : Lettres à un jeune poète de Rainer Maria Rilke, mise en scène de Niels Arestrup, théâtre La Bruyère
- 2006 : Numéro complémentaire de Jean-Marie Chevret, mise en scène d'Alain Sachs, théâtre Saint-Georges
- 2006 : Xu de Christine Murillo, Jean-Claude Leguay, Grégoire Œstermann, mise en scène des mêmes, théâtre du Rond-Point
- 2006 : La locandiera de Carlo Goldoni, mise en scène d'Alain Sachs
- 2007 : Mademoiselle Julie d'August Strindberg, mise en scène de Didier Long, Petit Marigny
- 2006 : Les Grecs de Jean-Marie Besset, mise en scène de Gilbert Desveaux, théâtre Montparnasse
- 2006 : Synopsis & Squash d'Andrew Payne, mise en scène de Patrice Kerbrat, théâtre Montparnasse
- 2007 : Les Amazones « trois ans après » de Jean-Marie Chevret, mise en scène de Jean-Pierre Draval et Olivié Macé, théâtre de la Renaissance
- 2007 : La Danse de l’albatros de Gérald Sibleyras, mise en scène de Patrice Kerbrat, théâtre Montparnasse
- 2007 : L’Arbre de joie de David Khayat et Louis-Michel Colla, mise en scène de Christophe Lidon, théâtre de la Gaîté
- 2007 : Chocolat piment de Christine Reverho, mise en scène de José Paul et Agnès Bovry, théâtre La Bruyère
- 2007 : Le Caméléon d’Achille, spectacle de Corinne et Gilles Benizio (Shirley & Dino), théâtre des Bouffes-Parisiens
- 2007 : Amour et Chipollatas de Jean-Luc Lemoine, mise en scène de Xavier Letourneur, théâtre Le Temple
- 2008 : Good Canary de Zach Helm, mise en scène de John Malkovich, théâtre Comédia
- 2008 : Tout au bord de Marie-Paule Kumps et Bernard Cogniaux, mise en scène de Pietro Pizzuti, théâtre Le Public (Bruxelles)
- 2008 : Jean-Luc Lemoine au naturel, spectacle écrit, mis en scène et interprété par Jean-Luc Lemoine, théâtre de la Renaissance
- 2008 : Les Belles-Sœurs d'Éric Assous, mise en scène de Jean-Luc Moreau, théâtre Saint-Georges
- 2008 : Les homos préfèrent les blondes d'Eleni Laiou et Franck Le Hen, mise en scène de Tristan Petitgirard et Christine Giua, théâtre Le Méry
- 2008 : Waterloo, pièce adaptée, mise en scène et interprétée par Francis Huster, d’après l’œuvre de Victor Hugo, théâtre de la Gaîté-Montparnasse
- 2009 : Sans mentir de Xavier Daugreilh, mise en scène de José Paul et Stéphane Cottin, théâtre Tristan-Bernard
- 2009 : Les Deux Canards de Tristan Bernard et Alfred Athis, adaptation et mise en scène d'Alain Sachs, théâtre Antoine
- 2009 : Le Malade imaginaire de Molière, mise en scène de Georges Werler, théâtre de la Porte-Saint-Martin
- 2009 : Le Comique de Pierre Palmade, mise en scène d'Alex Lutz, théâtre Fontaine

## Théâtre
- 1986 : En attendant Godot de Samuel Beckett, à Toulouse
- 1986 : Fando et Lis de Fernando Arrabal, à Toulouse
- 1986 : Dieu porte-t-il des pantoufles ? de Patrick Czaplinski, à Toulouse
- 1986 : Bestialité érotique de Fernando Arrabal, à Toulouse
- 1986 : L'Alchimiste de Ben Jonson, à Toulouse
- 1986 : Les Nègres de Jean Genet, à Toulouse
- 1986 : Old Times de Harold Pinter, à Toulouse
- 1986 : ...et ils passèrent des menottes aux fleurs de Harold Pinter, à Toulouse
- 1986 : La Sonate et les Trois Messieurs, ou Comment parler musique de Jean Tardieu, à Toulouse
- 1986 : Andorra de Max Frisch, à Toulouse
- 1986 : Où boivent les vaches de Roland Dubillard, à Toulouse
- 1986 : Identité de Robert Pinget, à Toulouse
- 1986 : Abel et Bela de Robert Pinget, à Toulouse
- 1987 : La Farce des ténébreux de Michel de Ghelderode, à Toulouse
- 1995 : L'Ouest, le vrai de Sam Shepard, à Paris
- 1993 : Le Rapport dont vous êtes l’objet de Václav Havel, à Paris
- 1995 : La Piaule de Pascal Vrebos, à Bruxelles
- 1998 : L'Avare II de Pascal Vrebos, à Bruxelles
- 2001 : L'Imbécile de Pascal Vrebos, à Bruxelles
- 2008 : Aida Nova, opéra, adaptation d'Aida par Patrick Czaplinski, à Bruxelles